# Owen Thor Walker
Owen Thor Walker (1989), cuyo seudónimo en internet es AKILL, es un cracker de sistemas de seguridad informática neozelandés. Fue exonerado por un tribunal de su país a pesar de haber cometido graves delitos informáticos. En 2008 admitió haber sido el principal líder de una organización internacional de crackers que causaron pérdidas por 26 millones de dólares.

## Historia
Walker hizo la escuela en su propia casa desde la edad de 13 años debido a que era víctima de acoso escolar. Nunca recibió preparación formal en sistemas, sino que aprendió por sí mismo programación y criptografía. De acuerdo a su madre, Walker fue diagnosticado con el síndrome de Asperger.

## Arresto
Walker fue arrestado bajo las secciones 248-252 del Código Penal de Nueva Zelanda después de las investigaciones internacionales del FBI que lo encontraron responsable del ataque de la red de computadoras de la Universidad de Pensilvania.
El ataque fue orquestado a través de un botnet establecido por Walker, utilizando servidores que manipuló y había rentado, la mayoría de ellos de Malasia.

## Juicio
Walker se confesó culpable en conexión con el crimen de Pensilvania y fue condenado a pagar por los daños causados a los sistemas de la universidad. Pero no recibió una sentencia penal porque el juez consideró que una convicción podría perjudicar su futuro.

## Empleo
En 2008 fue contratado por la TelstraClear, la subsidiaria neozelandesa de la compañía australiana de telecomunicaciones Telstra. Como consultor de seguridad, realiza conferencias en seminarios y aparece en promociones relacionadas con el tema. El portavoz de TelstraClear, Chris Mirams, dijo que la contratación de Walker no equivale a contratar a un ladrón de bancos como consultor de seguridad.